# Santiago Auserón
Santiago Auserón Marruedo, también conocido como Juan Perro (Zaragoza, 25 de julio de 1954), es un cantante, compositor, escritor y filósofo español. Fue compositor y vocalista líder del grupo musical Radio Futura (1979-1992), inicialmente enmarcado en la llamada «Movida madrileña» y que posteriormente evolucionaría para convertirse en germen de lo que se dio en llamar rock latino. Tras la separación del grupo emprendió una carrera musical en solitario con el sobrenombre de Juan Perro de un eclecticismo que funde el son cubano, la música africana, el jazz o el blues, entre otros. Es Doctor en Filosofía por la Universidad Complutense de Madrid.
En 2011 recibió el Premio Nacional de las Músicas Actuales, concedido por el Ministerio de Cultura de España, y en 2022 fue galardonado con la Medalla de Oro al Mérito en las Bellas Artes que otorga el Ministerio de Cultura de España.
Es hermano del también músico e integrante del grupo Radio Futura, Luis Auserón (n. 1955), bajista.

## Biografía
La infancia de los Auserón se desarrolla en una variedad de ciudades españolas, debido a la profesión del padre de familia, topógrafo. Santiago, el hermano mayor de la familia numerosa, nace en Zaragoza, cuando su progenitor trabajaba para los militares de la base aérea norteamericana de la ciudad. Posteriormente pasaría a trabajar como responsable del entretenimiento de los soldados de la base, lo que mantuvo a sus hijos en un contacto continuo con las músicas que llegaban desde Estados Unidos: Duke Ellington, Ella Fitzgerald, Nat King Cole, Louis Armstrong o, especialmente, los ritmos del rock entonces de moda.
Licenciado en Filosofía (1972-1977) por la Universidad Complutense de Madrid, fue posteriormente alumno (1977-1978) de la Université Paris-VIII (conocida como Centre Universitaire de Vincennes), bajo la dirección de Gilles Deleuze.
El 5 de octubre de 2015, a los 61 años, es nombrado Doctor en Filosofía con nota de sobresaliente  por la Facultad de Filosofía de la Universidad Complutense de Madrid defendiendo su tesis Música en los fundamentos del lógos.
Santiago Auserón ha centrado gran parte de su interés como investigador en las relaciones entre filosofía y música, tema al que ha dedicado varias publicaciones, como La imagen sonora (Episteme, 1998) o El ritmo perdido (Península, 2012).
El 18 de marzo de 2018 falleció su hermana Teresa Auserón, música y activista social, con 55 años.

## Vida artística
Tras su paso por la universidad, funda el grupo musical Radio Futura que lideró de 1979 a 1992, que realizó una carrera exitosa, convirtiéndolo en uno de los grupos fundamentales de la conocida como Movida madrileña, el movimiento contracultural de la década de 1980 en Madrid. Radio Futura, de hecho, sigue siendo considerado como uno de los mejores grupos de rock españoles de todos los tiempos, y grupo fundamental en la evolución del rock español.
Posteriormente a dicha etapa, inició su andadura musical en solitario con el nombre artístico de Juan Perro, habiendo experimentado con multitud de estilos: el son cubano, no solo como intérprete sino también como productor, el rock clásico de los años 50 o el jazz.

### Radio Futura

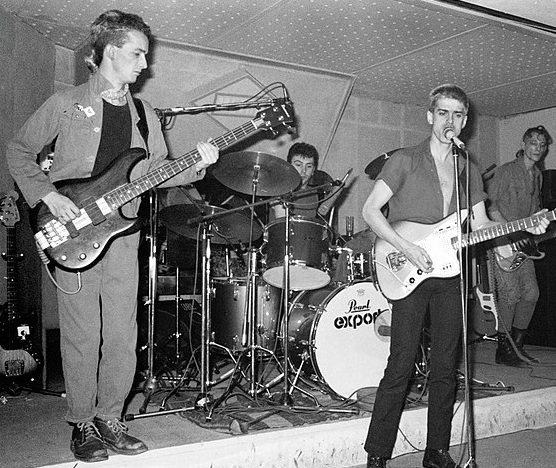
Actuación de Radio Futura en Barcelona.1983

Cantante y compositor del grupo musical Radio Futura (1979-1992), ha sido calificado por diversas emisoras de radio y revistas especializadas como mejor grupo español de la década de los 80, y mejor grupo español de los últimos 25 años, según la votación de RNE, Radio 3, realizada en el año 2004.

### Juan Perro
En 1993 dio  a conocer su nuevo proyecto musical, Juan Perro, en la gira Kiko Veneno y Juan Perro vienen dando el cante. Como Juan Perro grabó en La Habana el álbum Raíces al viento (1995) y, posteriormente La huella sonora (1997), Mr. Hambre (2000, año en que gira también por México y los EE. UU.) y Cantares de vela (2002). Coproduce el segundo disco en solitario de Luis Auserón, El caos y el orden (1997). En la banda de Juan Perro colaboran habitualmente prestigiosos músicos de rock, jazz, flamenco y son. 
Después de un parón en el que desarrolló otros proyectos musicales, volvió con el proyecto de Juan Perro en 2009, editando el disco Río Negro en 2011. La gira de presentación se desarrolló desde 2009 hasta 2012. En 2012 compaginó la gira Casa en el aire con el proyecto Juan Perro & La Zarabanda.

Realiza colaboraciones en disco con numerosos artistas: Compay Segundo, Kiko Veneno, Raimundo Amador, La Barbería del Sur, Malevaje, Pau Riba, Carlos Cano, Pancho Amat, Guerrilla Gorila, Marina Rossell. Participa en el proyecto De Granada a la Luna (1998) en homenaje a Federico García Lorca. Compone las canciones para la obra Cacao de la compañía teatral Dagoll Dagom (2000), por la que obtiene el Premio Max de las Artes Escénicas (2001).

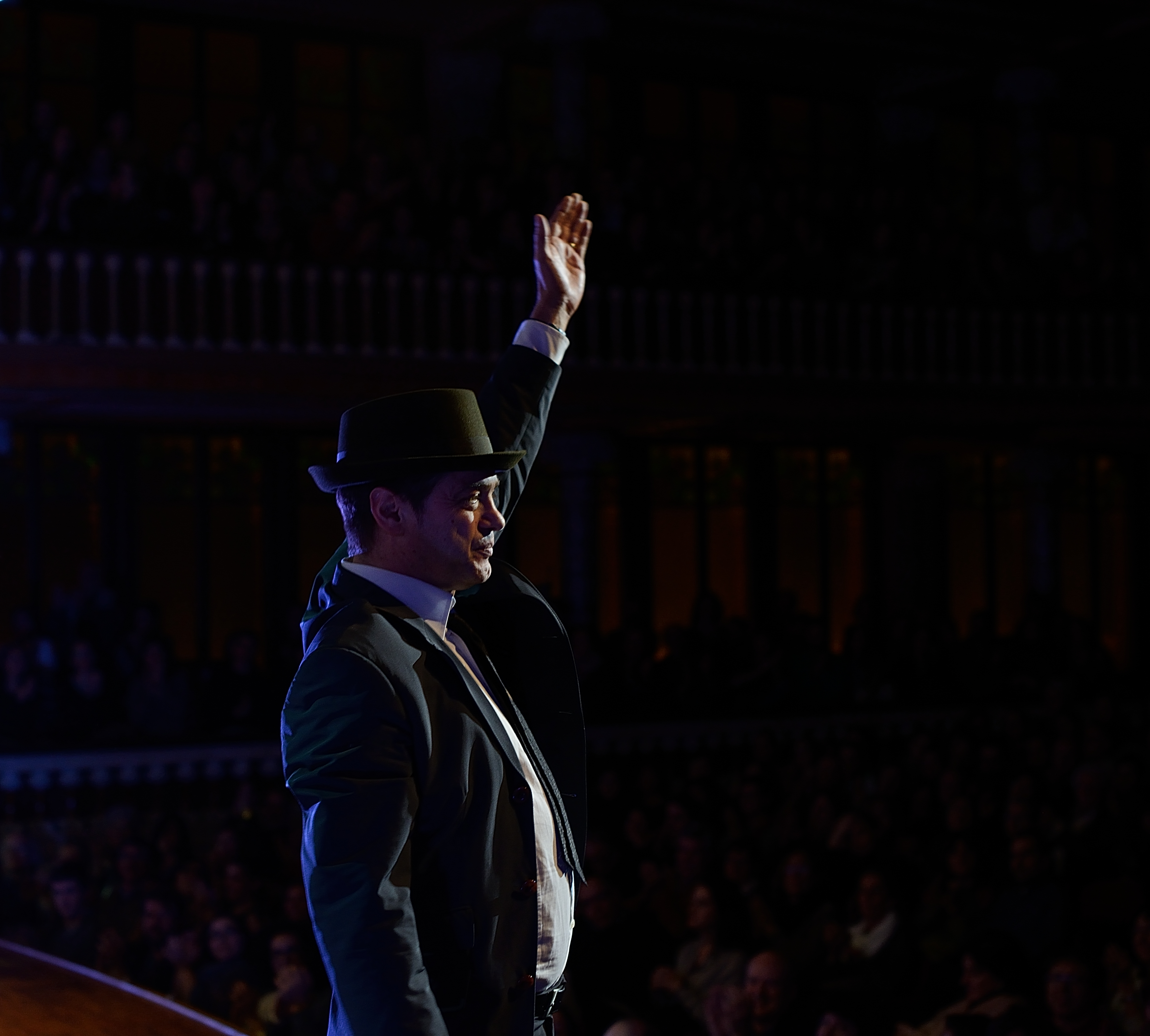
En el Palau

En colaboración con la revista Cuadernos de jazz, organiza La Fábrica de Tonadas, formación que reúne a destacados improvisadores (Jorge Pardo, Chano Domínguez, Jordi Bonell, Javier Colina y Marc Miralta), con la cual se presenta en diversos festivales de jazz a lo largo del año 2003.
Como Santiago Auserón y en colaboración con su hermano Luis Auserón, grabó el álbum Las Malas Lenguas en 2006, colección de versiones en español de temas clásicos del rock y el soul, y realizó una gira de conciertos entre 2005 y 2007.
Participó en el homenaje a Pau Riba, organizado por la revista Enderrock, con el grupo de Llibert Fortuny, en el Auditori de Barcelona. Participó, junto a destacados artistas españoles e internacionales, en los conciertos de homenaje a Leonard Cohen, registrados en el disco Acordes con Leonard Cohen publicado en 2007.
Junto a la Original Jazz Orquestra del Taller de Músics de Barcelona, desarrolló entre 2005 y 2007 el espectáculo Canciones de Santiago Auserón, con una selección del repertorio de Radio Futura y Juan Perro con arreglos de Enric Palomar.

## Producción literaria
Desde 1997, Santiago Auserón publica artículos sobre música, arte y pensamiento en diarios y revistas especializadas. Dio conferencias sobre la nueva música popular en el País Vasco y Madrid, y otras de contenido filosófico y musical en las universidades de Madrid, Granada y Valencia. El 12 de noviembre de 2019 estuvo en Perú para la presentación de su nuevo libro "Semilla del Son. Crónica de un Hechizo".
- La imagen sonora. Notas para una lectura filosófica de la nueva música popular. Episteme, Valencia. 1998.
- Canciones de Radio Futura. Editorial Pre-Textos. 1999.
- Las culturas del rock. Artículo «Notas sobre Raíces al viento». Editorial Pre-Textos. 1999.
- François, Catherine (1999). Caminos bajo el agua. Traducción de Santiago Auserón. Editorial Pre-Textos.
- Canciones de Juan Perro. Salto de Página. 2012.
- El ritmo perdido. Sobre el influjo negro en la canción española. Península. 2012.
- "Semilla del Son. Crónica de un Hechizo". Libros del Kultrum 2019
- Arte Sonora. Anagrama. 2022.

Con el ensayo El ritmo perdido ganó el Premio Cálamo «Otra Mirada 2012» que otorga la librería zaragozana Cálamo.

## Investigación musical
Desde 1984 investigó las raíces del son cubano. Produjo la recopilación de música tradicional cubana Semilla del Son (cinco álbumes, publicados entre 1991 y 1992. Colaboró en la organización de los Encuentros de poetas y soneros cubanos en la Casa de América de Madrid en 1993, y los Encuentros del Son y el Flamenco de la fundación Luis Cernuda de Sevilla en los años 1994 y 1995. En ellos se presentan por vez primera en la península artistas como Celeste Mendoza, Los Muñequitos de Matanzas, Faustino Oramas el Guayabero, los Naranjos de Cienfuegos, el Septeto Spirituano y Compay Segundo. Produjo en 1996 la Antología de Francisco Repilado, Compay Segundo. Es miembro fundador y patrono de la Fundación CEIBA Afroiberoamericana de Cultura, de Sevilla.

## Discografía

### Con Radio Futura
- Música moderna (1980, Hispavox)
- La ley del desierto / La ley del mar (1984, Ariola)
- De un país en llamas (1985, Ariola)
- La canción de Juan Perro (1987, Ariola)
- Veneno en la piel (1990, BMG Ariola)

### Como Juan Perro
- Raíces al viento (1995, Animal Tour/BMG-Ariola)
- La huella sonora (1997, Nueva Sociedad Lírica/BMG Music Spain)
- Mr. Hambre (2000, Nueva Sociedad Lírica/La Huella Sonora)
- Cantares de vela (2002, Nueva Sociedad Lírica/Animal Musik/La Huella Sonora)
- Río Negro (2011, Nueva Sociedad Lírica/La Huella Sonora)
- La Zarabanda (2013, Nueva Sociedad Lírica/ La Huella Sonora)
- Sesiones con Sí Son (2013, Fonarte Latino)
- El viaje (2016, La Huella Sonora)
- Cantos de ultramar (2020, La Huella Sonora)[7]
- Libertad (2022, La Huella Sonora)[8]

#### Álbumes en listas
| Título   | Detalles                                             | Listas |
| Título   | Detalles                                             | ESP    |
| -------- | ---------------------------------------------------- | ------ |
| El viaje | - Lanzamiento: 2016 - Discográfica: La Huella Sonora | 66     |

### Como Santiago Auserón

#### Сon Luis Auserón
| Título            | Detalles                                                                                               | Listas |
| Título            | Detalles                                                                                               | ESP    |
| ----------------- | --- | ------ |
| Las malas lenguas | - Artista: Santiago y Luis Auserón - Lanzamiento: 2006 - Discográfica: La Huella Sonora / DRO Atlantic | 14     |

#### En solitario
- Dagoll Dagom: Cacao (2000, DiscMedi Blau, España).
- Canciones de Santiago Auserón con la Original Jazz Orquestra del Taller de Músics (2008, La Huella Sonora, España). Directo grabado en el Teatro Principal de Palma de Mallorca el 16 de septiembre de 2007.
- Vagamundo (2018, La Huella Sonora, España). Con la Orquesta Sinfónica de la Región de Murcia (OSRM).

## Premios y reconocimientos
- Premios al mejor músico del año (Cambio 16, 1995).
- Mejor disco de rock latino en español (Raíces al viento), según la revista La banda elástica de Los Ángeles, EE. UU., 1995).
- Premio a la mejor trayectoria artística (La banda elástica, Los Ángeles, EE. UU., 2000).
- Premio Max de las Artes Escénicas (2001)
- En reconocimiento al conjunto de su labor cultural, recibió la Medalla de Oro Santa Isabel de Portugal, de la Diputación Provincial de Zaragoza (2002).
- Recibió el premio Trovador a las Artes Escénicas, en el Festival de Los Castillos 2007, del Ayuntamiento de Alcañiz.
- Recibe un premio del Ayuntamiento de Montilla como homenaje a su trayectoria artística y profesional y reconocimiento a su aportación a la música rock el 25 de abril de 2009.
- El jueves, 3 de noviembre de 2011 le es otorgado el Premio Nacional de Músicas Actuales en reconocimiento a su trayectoria.[12]
- Premio de la Música Aragonesa Aragón Musical a la trayectoria, que recogería el 18 de abril de 2017 en el Teatro Principal de Zaragoza ante una larga ovación.[13] La gala completa la retransmitiría Aragón TV,[14] la televisión autonómica de Aragón, y en ella tocaría una canción propia y recibiría un cálido homenaje de una joven artista que interpretó La estatua del Jardín Botánico, de su etapa con Radio Futura.